# 菊池元男
菊池 元男（きくち もとお、1965年11月20日 - ）は、栃木県宇都宮市出身のラジオパーソナリティでテレビ番組の出演者。主に栃木県内のテレビ・ラジオ局の番組に出演している。

## 来歴・人物
- 栃木県宇都宮市生まれ[脚注 1]。
- 小さい頃の憧れの職業は小学校の先生。
- 座右の銘は「来た玉は打つ」
- Bリーグリンク栃木ブレックス ホームゲームアリーナMCをクラブ創設の2007年から2017年4月まで10年間務め[2]、2017-2018シーズンより、H.C.栃木日光アイスバックスのアリーナMCを務める[3]。
- 雑誌上でスポーツやDVDのコラムを執筆する。
- 趣味は食べ歩きと『路上詩人』。書いた詩で個展を開くこともある。
- とちぎ未来大使、那珂川町ふるさと大使[4]、やいた応援大使に就任[1]。
- 栃木のジャック・バウアーとして活躍中

## 出演番組

### 現在の出演番組
- ミキシング!（栃木放送、月曜担当）
- BREX SUPER LIVE（栃木放送）

### 過去の出演番組
- 雷様剣士ダイジ（とちぎテレビ）　監督と主役の声を担当[5]。
- B・E・A・T（RADIO BERRY）2018年4月 - 2019年3月の月曜日担当
- とちぎ発!旅好き!（とちぎテレビ）
- DJ GENKIのPOWER UP RADIO!（栃木放送）
- 今日もごきげん!こんにちワイド水曜日（栃木放送）
- 沖井博行OPEN YOUR HEART（栃木放送）
- グレイト!!!(栃木放送)
- accent（栃木放送、月・水曜担当）
- クローズアップ栃木（とちぎテレビ）
- Satocame GT（RADIO BERRY）
- ろっくとぅざふゅーちゃー（とちぎテレビ、ナレーター）
- ロッケンロール（とちぎテレビ、ナレーター）
- 雷イチゴ（とちぎテレビ、ナレーター）
- ダニエル・カールのMr.ラーメン（とちぎテレビ、ナレーター）
- B-UP!（RADIO BERRY）
- DJ keiの土曜学校（RADIO BERRY）2021年4月〜2022年3月 土曜日9:00 - 9:39

### 映画
- IDOL NEVER DiES（2022年5月） - ラジオDJ（声のみ出演） 役
- ありがとう、ばあちゃん - 原作・監督・脚本・ナレーション